# Yoon Si-ho
Đây là một tên người Triều Tiên, họ là Yoon.
Yoon Si-Ho (Hangul: 윤시호; sinh ngày 12 tháng 5 năm 1984) là một cầu thủ bóng đá Hàn Quốc thi đấu ở vị trí hậu vệ cho Gyeongju Korea Hydro & Nuclear Power FC. Anh từng mang tên Yoon Hong-Chang (Hangul: 윤홍창, Hanja: 尹洪唱) nhưng sau đó đổi tên thành Yoon Si-Ho.
Ngày 25 tháng 2 năm 2011, Yoon chuyển đến Daegu FC. Yoon ra mắt cho Daegu FC vào ngày 5 tháng 3 trước Gwangju FC tại Sân vận động World Cup Gwangju trong thất bại 2–3. Sau một năm với Daegu, anh trở lại FC Seoul.